# Ryan Coogler
Ryan Kyle Coogler (* 23. května 1986 Oakland, Kalifornie) je americký režisér, scenárista a filmový producent. V letech 2009 a 2011 natočil během studií čtyři krátkometrážní filmy. Debutoval v roce 2013 biografickým celovečerním snímkem Fruitvale, který sám také napsal a který byl oceněn kritikou. O dva roky později napsal a natočil film Creed, který je navázán na sérii o Rockym. Dalším jeho dílem je marvelovský komiksový film Black Panther z roku 2018.
Jeho filmy sklízí komerční úspěch a oceňují je i odborní kritici. V roce 2013 byl zařazen na seznam 30 významných osobností světa pod 30 let věku časopisu Time. Často spolupracuje s hercem Michaelem B. Jordanem, který se objevil v prvních třech jeho filmech, stejně jako se skladatelem filmové hudby Ludwigem Göranssonem, který složil hudbu ke čtyřem jeho snímkům. V roce 2018 se umístil na druhém místě při vyhlašování osobností roku časopisu Time a dostal se tím také na tamní seznam 100 nejvlivnějších osobností světa.

## Biografie a kariéra

### Dětství a mládí
Narodil se v roce 1986 v Oaklandu v Kalifornii. Jeho matka Joselyn (rozená Thomas) pracuje v neziskové sféře a jeho otec Ira Coogler je probační poradce v diagnostickém ústavu. Oba jeho rodiče promovali na California State University. Má dva bratry Noaha a Keenana. V jeho osmi letech se rodina přestěhovala do Richmondu. V mládí se věnoval atletice a americkému fotbalu. Studoval na soukromé katolické střední škole v Berkeley. Díky fotbalovému stipendiu byl přijat na Saint Mary's College of California. Ačkoliv chtěl původně vystudovat chemii, učitelé ho přiměli změnit obor na scenáristiku. V roce 2004 přestoupil na fotbalové stipendium na California State University v Sacramentu. Zde obdržel bakalářský tiutl v ekonomii a vedle fotbalu se věnoval také studiu filmu. Po absolvování studia byl přijat na magisterský program na USC School of Cinematic Arts, kde natočil čtyři krátkometrážní filmy.

### Kariéra
Na USC School of Cinematic Arts natočil čtyři krátkometrážní filmy. Tři z nich byly nominovány či získaly ocenění. Snímek Locks (2009) byl promítán na Tribeca Film Festival a vyhrál cenu Dany a Alberta Broccoliových. Fig (2011), ke kterému scénář napsal Alex George Pickering, vyhrál soutěž krátkometrážních snímků stanice HBO na American Black Film Festival, DGA Student Film Award a byl nominovaný na cenu na Black Reel Awards. Gap (2011), který napsala Carol S. Lashof, vyhrál Jack Nicholson Award.
Pro svůj celovečerní debut si vybral zpracování posledních 24 hodin života Oscara Granta, který byl zastřelen policistou na oaklandské stanici Fruitvale v lednu 2009. Film vznikl za velmi nízkých nákladů (cca 900 000 dolarů). Hlavní roli dostala vycházející hvězda Michael B. Jordan. Film Fruitvale, ke kterému napsal i scénář, měl premiéru v roce 2013 na Sundance Film Festival, kde vyhrál cenu poroty i cenu diváků. Promítán byl také na filmovém festivalu v Cannes, kde vyhrál cenu za nejlepší debut. Po úspěchu na festivalech odkoupila práva na distribuci The Weinstein Company za dva miliony dolarů. Po uvedení do kin snímek vydělal 17 milionů dolarů a obdržel řadu dalších cen.
Brzy poté mu byla nabídnuta režie spin-off filmu v sérii Rocky. Souhlasil a spolu se scenáristou Aaronem Covingtonem napsali scénář k filmu Creed. Hlavní roli, syna Apolla Creeda, znovu získal Michael B. Jordan. Snímek opět obdržel velmi kladné recenze od kritiků a vyhrál několik cen. Sylvester Stallone za svůj výkon vyhrál Zlatý glóbus pro herce ve vedlejší roli. Film měl rozpočet kolem 35 milionů dolarů a v kinech utržil 173 milionů dolarů.
Svůj status nadějného režiséra Ryan Coogler potvrdil, když se v roce 2016 upsal Marvelu na spolunapsání scénáře k filmu Black Panther, který nakonec i režíroval. Tehdy mu bylo 30 let a byl nejmladším filmařem v Marvel Cinematic Universe. Ačkoliv hlavní postavu ztvárnil Chadwick Boseman, Michael B. Jordan dostal roli antagonisty Erika Killmongera. Po svém uvedení v únoru 2018 se z filmu stal kinohit. S velkým rozpočtem 200 milionů film v kinech utržil 1,4 miliardy dolarů. Ve své době byl třetím nejvýdělečnějším snímkem série Marvel Cinematic Universe (po prvních dvou filmech Avengers) a jedním z nejvýdělečnějších filmů vůbec. Snímek vyhrál celou řadu cen. Například vyhrál tři Oscary, a to z celkově sedmi nominací.
V roce 2018 se Coogler přesunul k filmové produkci. Coby výkonný producent produkoval film Creed II, který byl opět komerční úspěch. V roce 2021 produkoval snímek Judas and the Black Messiah, který byl oceněn jedním Oscarem (pro herce Daniela Kaluuyu) z celkově pěti nominací. Daniel Kaluuya za svůj výkon ve filmu obdržel také Zlatý glóbus nebo cenu BAFTA. Film byl kvůli pandemii covidu-19 vydán na VOD službě HBO Max. Dalším filmem, který produkoval, byl Space Jam: Nový začátek.
Má natočit film Wrong Answer, ve kterém si zahraje opět Michael B. Jordan. Současně připravuje sequel filmu Black Panther, u kterého se vrátí jako scenárista i jako režisér. V únoru 2021 prostřednictvím své produkční společnosti Proximity Media podepsal exkluzivní pětiletou distribuční smlouvu s The Walt Disney Company, kde bude pracovat například na seriálech ze světa Black Panthera a Wakandy pro službu Disney+.

## Filmografie

### Režie
- 2013 – Fruitvale
- 2015 – Creed
- 2018 – Black Panther
- 2022 – Black Panther: Wakanda nechť žije

### Scénář
- 2013 – Fruitvale
- 2015 – Creed (s Aaronem Covingtonem)
- 2018 – Black Panther (s Joem Robertem Colem)

### Produkce
- 2018 – Creed II
- 2021 – Judas and the Black Messiah
- 2021 – Space Jam: Nový začátek
- 2023 – Stephen Curry: Underrated